# جاك سيلفر
جاك سيلفر (بالإنجليزية: Jack Silver)‏ هو رياضياتي وفيلسوف أمريكي، ولد في 23 أبريل 1942 في ميسولا في الولايات المتحدة، وتوفي في 22 ديسمبر 2016.